# Detlef Keller
Detlef Keller est un musicien allemand né en 1959 à Duisbourg.
À côté de ses albums solo, Detlef Keller s'est fait un nom dans la musique électronique en compagnie de Mario Schönwälder, ses CD sont produits par le label Manikin Records appartenant à Mario Schönwälder. Le style de musique de Detlef Keller est influencé par l'école de Berlin et d'une musique instrumentale mélodique comprenant parfois des plages de piano.
Depuis 2006, il utilise une harpe laser, qu'il a créée avec des partenaires.
Avec Bas Broekhuis et Mario Schönwälder il forme le trio BK&S (Broekhuis, Keller et Schönwälder).

## Discographie
En solo
- Story of the Clouds (1994)
- Ways to the Rainbow (1996)
- The other Face (1997)
- Masquerade (1998)
- EM-Weihnacht (1998)
- Behind the Tears (1999)
- Different Faces (2002)
- Harmonic Steps (2005)

Avec Mario Schönwälder (Keller & Schönwälder)
- Loops & Beats (2CD) (1996)
- Sakrale Töne (1997)
- More Loops (1998)
- Concerts (2CD) (1998)
- The two piece Box (1999)
- The reason why ... Live At Jodrell Bank (2000)
- The reason why ... Part Two (2001)
- Noir (2003)
- Jodrell Bank 2001 (2CD) (2005)
- Long Distances (2012)
- Collectors Items (2016)

Avec Bas Broekhuis et Mario Schönwälder (Broekhuis, Keller & Schönwälder)
- Drei (2000)
- Wolfsburg (2002)
- Musique des machines (Limited Edition) (2005)
- The Hampshire Jam 2004 (Limited Edition) (2005)
- Orange (2007)
- Blue (2009)
- Meditationen zum Gottesdienst (Limited Edition) (2010)
- Red (2012)
- Level Four (Private Edition) (2012)
- Église de Betzdorf (EP-CD) (2013)
- Berlin - Culemborg (DVD) (2013)
- Direction Green (EP-CD) (2014)
- Green (2015)
- Lost Tapes & Forgotten Recordings (2016)
- Red Live @ USA (EP-2CD) (2017)
- Yellow (2017)
- Live @ B-Wave (EP-CD) (2018)

Avec des musiciens divers (Broekhuis, Keller & Schönwälder with Friends)
- Memories in Space (1993)
- Spherical Bodies (1993)
- The Annazaal Tapes (1999)
- Project Inter.com (2000)
- The Liquid Session (2005)
- Live @ Dorfkirche Repelen (2006)
- Space Cowboys @ Jelenia Gora (2007)
- Live @ Dorfkirche Repelen 2 (2CD) (2008)
- Repelen 3 (2010)
- In Repelen (DVD/CD) (2011)
- Entspannung Pur - Pure Relaxation (CD + DVD) (2013)
- Repelen - The last Tango (2014)
- The Repelen EP (EP-CD) (2016)
- Repelen Revisited (2018)